# Аравийская эфа
Аравийская эфа (лат. Echis khosatzkii) — вид ядовитых змей семейства гадюковых. Эндемик Аравийского полуострова. Назван в честь советского герпетолога Л. И. Хозацкого.

## Внешний вид
Мелкие и средних размеров стройные змеи общей длиной до 50 см, из которых 9—11 % приходятся на хвост. Голова грушевидной формы, хорошо отделена от шеи. Покрыта мелкими килеватыми чешуями. Между глазом и верхнегубными щитками обычно два ряда чешуй. Глаза очень крупные, расположены спереди головы. Зрачки вертикальные. Тело покрыто килеватыми чешуйками. Вокруг середины тела 29—31 ряд чешуй. Чешуи по бокам тела направлены вниз и назад, а рёбрышки на них зазубренные. Нижняя сторона покрыта 165—185 брюшными и 36—39 непарными подхвостовыми щитками. Анальный щиток цельный. Окраска варьирует от светло-коричневого до сероватого с рядом из тёмных пятен неправильной формы. Голова однотонная или с нечётким рисунком. Брюшная сторона беловатая с тёмными точками.

## Распространение
Встречается на юге Аравийского полуострова от Эль-Мукалла (Йемен) до Эль-Вуста (Оман).

## Образ жизни
Обитает в горных вади и на прибрежных скалистых равнинах. Ведёт ночной образ жизни. Питается ящерицами, грызунами и беспозвоночными. При встрече с человеком обычно спокойна, но если её потревожить, свёртывается в защитную позу и издаёт скрежещущие звуки с помощью рёбрышек на боковых чешуйках. О размножении доподлинно не известно, но предполагается, что вид яйцекладущий. Яд имеет гемотоксическое действие и без лечения может привести к истечению крови и органной недостаточности.

## Природоохранный статус
Считается, что существенные угрозы существованию вида отсутствуют. Международный союз охраны природы отнёс вид к категории «вызывающих наименьшие опасения».